# Chiapa San Isidro
Chiapa San Isidro är en ort i Mexiko.   Den ligger i kommunen Zumpahuacán och delstaten Mexiko, i den sydöstra delen av landet, 80 km sydväst om huvudstaden Mexico City. Chiapa San Isidro ligger 1 805 meter över havet och antalet invånare är 170.
Terrängen runt Chiapa San Isidro är huvudsakligen kuperad, men österut är den bergig. Runt Chiapa San Isidro är det ganska tätbefolkat, med 160 invånare per kvadratkilometer. Närmaste större samhälle är Ixtapan de la Sal, 14,5 km väster om Chiapa San Isidro. I omgivningarna runt Chiapa San Isidro växer huvudsakligen savannskog.